# 甜心戰士 Universe
《甜心戰士 Universe》（Cutie Honey Universe）為改編自日本漫畫家永井豪的作品《甜心戰士》的系列動畫，於2018年4月播出。與《惡魔人 Crybaby》、《劇場版 無敵鐵金剛 / INFINITY》同為紀念永井豪出道50周年的作品。

## 作品概要
本作以原作漫畫為基礎，但劇情仍為了編劇需要而作出許多調整，比如姊妹吉爾不再只是隱藏在幕後的反派標誌套路，而是會化身成人類臥底在PCI內部，並且偷偷觀察如月甜心；而一線男主角早見青兒的角色設定從原作的記者，變成PCIS的成員。
聲優坂本真綾擔演第七代的如月甜心，而閨蜜角色秋夏子則由上一代如月甜心的聲優堀江由衣擔任，而本作的如月甜心所變身的五種身分，都由其他五位聲優演出。

## 劇情大綱
由於邪惡集團“豹爪”四處掠奪珠寶店，特殊機構「PCIS」開始進行對豹爪集團進行調查，同時豹爪的首腦——姊妹吉爾，盯上了變身少女——如月甜心所持有的「空中元素固定裝置」，並且發動一連串的奪取行動，不願坐視豹爪為非作歹的如月甜心，加入了PCIS與早見青兒等人一同對付豹爪集團，然而事件背後有更為恐怖的陰謀，正等待著甜心。

## 登場角色

### 主角群
如月甜心／甜心戰士（聲：坂本真綾）
旋風甜心（聲：內田真禮）
閃光甜心（聲：黑澤朋世）
花俏甜心（聲：三森鈴子）
迷霧甜心（聲：田村由香里）
偶像甜心（聲：花澤香菜）

### 甜心相關
早見青兒
（聲：淺沼晉太郎）
秋夏子
（聲：堀江由衣）
早見順平
（聲：寺崎裕香）
早見團兵衛
（聲：富田耕生）
如月猛
（聲：森功至）

### 聖查貝爾學園
直子
（聲：朴璐美）
常似米哈爾（つねに ミハル）
（聲：小林優）

### PCIS
珍
（聲：田中敦子）
註:以下角色皆為本作原創角色
手寅 あけび
（聲：田邊留依）
我目 モモ実
（聲：廣瀨有紀）
いぼ痔 小五郎（いぼぢ こごろう）
（聲：居島一平）

### 豹爪
姊妹吉爾
（聲：田中敦子）
狼蛛
（聲：釘宮理惠）

## 電視動畫

### 製作人員
- 原作：永井豪
- 導演：横山彰利
- 系列構成・編劇：高橋奈津子
- 人物設定・總作畫監督：井關修一
- 副導演：若林厚史
- 攝影導演：山根裕二郎
- 剪輯：小峰博美
- 色彩設計：渡邊亞紀
- 美術監督・美術設計：柴田聰
- 音響監督：
- 錄音調整：菊池一之
- 音響效果：今野康之
- 音響製作：PONYCANYON ENTERPRISE
- 音樂：中山真斗（F.M.F）
- 音樂製作人：磯山敦
- 音樂製作：EXIT TUNES
- 製片人：内藤賢一、横尾友美、末田裕美、濱田啓路、柏木豊、吉崎邦法、西矢泰之
- 動畫製作人：村田淳司
- 動畫製作：PRODUCTION REED

### 主題曲
片頭曲
作詞：MIZUE／作曲：すみだしんや／編曲：前口涉／主唱：A応P
片尾曲「Sister」
作詞、作曲：奏音69／編曲：岸利至／主唱：luz

### 各話列表
| 話數   | 日文標題 | 中文標題           | 劇本                 | 分鏡               | 演出     | 作畫監督                                         | 片尾插畫 |
| ------ | -------- | ------------------ | -------------------- | ------------------ | -------- | ------------------------------------------------ | -------- |
| 第1話  |          | 你的一切皆完美     | 高橋奈津子           | 橫山彰利           | 若林厚史 | 井關修一                                         |          |
| 第2話  |          | 與你相遇的深深喜悅 | 成田順、高橋奈津子   | 笹木信作、橫山彰利 | 神原敏昭 | 出口花穗、關口雅浩                               | 霜月八日 |
| 第3話  |          | 我與妳相配         | 大草芳樹、高橋奈津子 | 笹木信作           | 又野弘道 | 山﨑展義                                         |          |
| 第4話  |          | 無邪之美           | 高橋奈津子           | 大石美繪           | 柳瀨雄之 | 石上廣美、出口花穗 西田美彌子、舛館俊秀          |          |
| 第5話  |          | 至死不變的心意     | 成田順               | 羽原久美子         | 大藪恭平 | 西田美彌子、舛舘俊秀                             |          |
| 第6話  |          | 祈求妳的幸福         | 大草芳樹             | 橫山彰利           | 則座誠   | 關口雅浩、出口花穗                               |          |
| 第7話  |          | 只對你盡忠         | 大石美繪             | 笹木信作           | 廣嶋秀樹 | 山﨑健志、唐澤雄一                               |          |
| 第8話  |          | 愛的誓言           | 成田順               | 柳瀨雄之、橫山彰利 | 日下直義 | 西田美彌子、舛舘俊秀                             |          |
| 第9話  |          | 這個世界唯我二人   | 大草芳樹             | 笹木信作           | 大藪恭平 | 關口雅浩、出口花穗                               |          |
| 第10話 |          | 感謝你的關懷與激勵 | 成田順               | 大石美繪           | 又野弘道 | 山﨑展義、山﨑健志 竹島照子、飯飼一幸 關口雅浩   |          |
| 第11話 |          | 妳不過是我的所有物 | 大草芳樹             | 笹木信作           | 日下直義 | 岩田芳美、關口雅浩 出口花穂、舛舘俊秀 西田美彌子 |          |
| 第12話 |          | 帶你回希望         | 高橋奈津子           | 笹木信作、橫山彰利 | 橫山彰利 | 関口雅浩、出口花穂 西田美弥子、舛舘俊秀 石上廣美 | 伊東雜音 |

## 外部連接
- 甜心戰士Universe 官網 （页面存档备份，存于）（日語）